# البرلمان الفلمنكي
البرلمان الفلمنكي (بالإنجليزية: Flemish Parliament)‏ هو الهيئة التشريعية البلجيكية، تأسس في 1980، ويتكون من 124 مقعداً، يقع المقر الرئيسي له في Hôtel des Postes et de la Marine ‏.

## طالع أيضًا
- Flemish administration  [لغات أخرى]‏